# Corgatha tornalis
Corgatha tornalis là một loài bướm đêm trong họ Erebidae.